# 喜暖潘鰍
喜暖潘鰍為輻鰭魚綱鯉形目鰍科的其中一種，為熱帶淡水魚，分布於亞洲印尼蘇門答臘Batang Hari淡水流域，體長可達5.1公分，棲息在底層水域，生活習性不明。

## 扩展阅读
維基物種上的相關：喜暖潘鰍